# قانون الجنسية الإيرانية
قانون الجنسية الإيرانية هو الإطار القانوني الذي ينظّم مسائل اكتساب، ونقل، وفقدان الجنسية في الجمهورية الإسلامية الإيرانية. ويعتمد القانون، الصادر عام 1929 والمُعدَّل عدة مرات لاحقاً، على مزيج من مبادئ **حق الدم** و**حق الأرض**، بالإضافة إلى شروط محددة للتجنيس والإقامة. ويشكّل هذا القانون أحد الأعمدة القانونية الأساسية في تحديد من يُعتبر مواطناً إيرانياً، ويؤثر بشكل مباشر على ملايين السكان، خاصة أولئك الذين وُلدوا لأمهات إيرانيات وآباء أجانب.

## الخلفية والتشريع
تم سن القانون في عهد الملك رضا شاه بتاريخ 7 سبتمبر 1929 كجزء من حملة تحديث قانونية شاملة. وقد جاء هذا القانون ليسد فراغاً قانونياً حول مسألة الجنسية في إيران، خاصة في ظل التعدد العرقي والديني واللغوي في البلاد.

## المبادئ القانونية
يعتمد القانون على عدة مبادئ أساسية في منح الجنسية:

### حق الدم
- كل من وُلد لأب إيراني يعتبر إيرانياً، بغض النظر عن مكان الولادة.[4]
- الأبناء الذين يولدون لأمهات إيرانيات وآباء أجانب يمكنهم الحصول على الجنسية بموجب القانون المعدل عام 2019.[5]

### حق الأرض
- يُمنح أي طفل يولد داخل الأراضي الإيرانية من أبوين مجهولين الجنسية الإيرانية تلقائياً.[3]

### التجنيس
- يشترط على الأجنبي الإقامة لخمس سنوات متتالية، وأن يكون حسن السلوك، وغير محكوم بجرائم كبرى.[6]

## التعديلات الهامة
شهد القانون تعديلات بارزة، أبرزها في عام 2019 عندما أُقرّ قانون يمنح أبناء النساء الإيرانيات المتزوجات من رجال أجانب حق الحصول على الجنسية. وفي 2020 بدأت وزارة الداخلية بإصدار بطاقات هوية لأول دفعة منهم.

## آثار التطبيق والمتأثرين
ساهم قانون الجنسية الإيراني، خصوصًا بعد تعديله عام 2019، في معالجة قضايا انعدام الجنسية المنتشرة في بعض المناطق الريفية والحدودية، خاصة في محافظات مثل سيستان وبلوشستان وخرسان، حيث تنتشر زيجات الإيرانيات من رجال غير إيرانيين، لا سيما من أصل أفغاني أو باكستاني. وبحسب تقارير رسمية، فقد تم إصدار أكثر من 120 ألف شهادة جنسية لأبناء الإيرانيات حتى عام 2023، ومن المتوقع أن يرتفع هذا العدد مع تسهيل الإجراءات تدريجياً.
وقد ساهم هذا التطبيق في تمكين هؤلاء الأطفال من الالتحاق بالمدارس، والحصول على الخدمات الصحية والاجتماعية، بعد أن كانوا يواجهون عراقيل كبيرة بسبب غياب أوراق الهوية. كما أشاد عدد من منظمات المجتمع المدني بالتقدم المحرز، لكنه اعتُبر خطوة جزئية فقط نحو تحقيق المساواة الكاملة في المواطنة.

### الفئات المتأثرة
يتأثر بهذا القانون عدد من الفئات داخل إيران، أبرزها:
- اللاجئون والأجانب المقيمون لفترات طويلة: لا سيما من أفغانستان، حيث يعيش أكثر من 3 ملايين أفغاني في إيران، بعضهم منذ عقود، ويواجه أبناؤهم تحديات قانونية في حال تزوجوا من إيرانيات.
- البدو الرحّل والمجتمعات الهامشية: الذين قد لا يمتلكون وثائق تثبت الجنسية، ويجدون صعوبة في تسجيل المواليد.
- الأطفال المولودون خارج الزواج أو من آباء غير معروفين: الذين يمكنهم أحياناً الاستفادة من مبدأ "حق الأرض" للحصول على الجنسية، لكنهم يصطدمون بإجراءات بيروقراطية معقدة.

## الانتقادات والتحديات
رغم التعديلات، واجه القانون انتقادات بسبب البطء في الإجراءات البيروقراطية، والتمييز بين الذكور والإناث في تمرير الجنسية، خاصة في ما يتعلق بمنح الأم وحدها هذا الحق. كما طالبت منظمات حقوقية بمزيد من المساواة القانونية في هذا المجال.

## العلاقة بالقانون الدولي
رغم التقدم في معالجة بعض أوجه التمييز، لا تزال إيران غير منضمة إلى الاتفاقيتين الدوليتين المتعلقتين بانعدام الجنسية، وهما: اتفاقية عام 1954 بشأن وضع الأشخاص عديمي الجنسية، واتفاقية عام 1961 بشأن خفض حالات انعدام الجنسية. وقد دعت المفوضية السامية للأمم المتحدة لشؤون اللاجئين إيران مراراً إلى الانضمام إليهما لتعزيز التزامها بحماية حقوق الإنسان.
كما شددت اتفاقية حقوق الطفل، التي صادقت عليها إيران عام 1994، على حق كل طفل في الحصول على جنسية منذ الولادة، إلا أن التطبيق العملي للقانون لا يضمن دائماً هذا الحق، ما يفتح المجال للنقد الحقوقي، خاصة في الحالات التي يُشترط فيها موافقة أمنية للحصول على الجنسية.

## تحديثات مستقبلية محتملة
ناقش مجلس الشورى في السنوات الأخيرة مقترحات لتوسيع نطاق منح الجنسية ليشمل حالات إضافية، مثل منح الجنسية تلقائيًا لأبناء الإيرانيات دون اشتراط موافقة أمنية، وتبسيط إجراءات تجنيس المقيمين الدائمين. إلا أن هذه المقترحات ما زالت تواجه معارضة من بعض الجهات الأمنية والدينية، التي تتحفظ على فتح الباب بشكل أوسع أمام التجنيس.